# Isola Bol'šoj (Isole Beregovye)
L'isola Bol'šoj (in russo Остров Большой, ostrov Bol'šoj, in italiano "isola grande") è un'isola russa che fa parte dell'arcipelago di Severnaja Zemlja ed è bagnata dal mare di Kara.
Amministrativamente fa parte del distretto di Tajmyr del Territorio di Krasnojarsk, nel Distretto Federale Siberiano.

## Geografia
L'isola, che fa parte delle isole Beregovye, è situata lungo la costa nord-occidentale dell'isola Bolscevica, nello stretto di Šokal'skij (Пролив Шокальского, proliv Šokal'skogo) e nella parte settentrionale della baia Amba (бухты Амба, buchta Amba).
È di forma ovale e si estende da sud-est a nord-ovest; è più grande della vicina isola Malyj e ha coste lisce e piatte. Non sono presenti rilievi importanti.

## Isole adiacenti
- Isola Malyj (остров Малый, ostrov Malyj), a nord.